# Angustonicus lifou
Angustonicus lifou är en kackerlacksart som beskrevs av Pellens, R. 2004. Angustonicus lifou ingår i släktet Angustonicus och familjen storkackerlackor. Inga underarter finns listade i Catalogue of Life.